# Azcapotzalco (béisbol)
El Azcapotzalco  fue un equipo que participó en la Liga Mexicana de Béisbol con sede en la Ciudad de México, México.

## Historia
El Azcapotzalco  participó durante una temporada en la Liga Mexicana de Béisbol, debutó para la campaña de 1929 donde terminó en último lugar con 4 ganados y 12 perdidos a 7 juegos del primer lugar. El siguiente año el equipo desapareció siendo esta la única ocasión en que apareció este equipo.